# Clemens Millauer
Clemens Millauer (ur. 15 grudnia 1994 w Kirchdorf an der Krems) – austriacki snowboardzista, specjalizujący się w konkurencjach slopestyle oraz big air.

## Kariera
Występy na arenie międzynarodowej rozpoczął w marcu 2014 roku. Wtedy to pojawił się na zawodach z cyklu Pucharu Europy w Szczyrbskim Jeziorze, gdzie ukończył konkurs slopestyle'u na 14. lokacie. Kolejnym występem był konkurs big air podczas ministrostw świata w Kreischbergu, który ostatecznie zakończył na 33. miejscu. Był to jednocześnie jego debiut w imprezie rangi mistrzowskiej. Debiut w zawodach z cyklu Pucharu Świata przypadł na marzec 2016 roku, kiedy to ukończył konkurs slopestyle'u rozgrywany w Szpindlerowym Młynie na 41. lokacie. Oznaczało to, że w trakcie debiutu zdobył swoje pierwsze pucharowe punkty. W marcu 2017 roku pojawił się na mistrzostwach świata w Sierra Nevada, w trakcie których uplasował się w konkursie big air na 16. miejscu oraz w konkursie slopestyle'u na 28. lokacie.
W lutym 2018 roku zadebiutował podczas igrzysk olimpijskich w Pjongczangu. Wystąpił na nich w obu konkurencjach, w których się specjalizuje, zajmując 13. miejsce w slopestyle'u oraz 31. w big air. W listopadzie 2018 roku po raz pierwszy ukończył zawody PŚ na podium, stając na najniższym jego stopniu podczas konkursu big air rozgrywanego w Pekinie. W lutym 2019 roku po raz kolejny pojawił się na imprezie mistrzowskiej. Podczas mistrzostw świata w Park City ukończył konkurs slopestyle'u na 13. lokacie, która jest najlepszym wynikiem Austriaka w zawodach tej rangi. W Pucharze Świata w sezonie 2018/2019 ukończył rywalizację w klasyfikacji big air na 4. pozycji.

## Osiągnięcia

### Igrzyska olimpijskie
| Miejsce | Dzień     | Rok  | Miejscowość | Konkurencja | Zwycięzca         |
| ------- | --------- | ---- | ----------- | ----------- | ----------------- |
| 13.     | 11 lutego | 2018 | Pjongczang  | Slopestyle  | Redmond Gerard    |
| 31.     | 24 lutego | 2018 | Pjongczang  | Big air     | Sebastien Toutant |

### Mistrzostwa świata
| Miejsce | Dzień       | Rok  | Miejscowość   | Konkurencja | Zwycięzca        |
| ------- | ----------- | ---- | ------------- | ----------- | ---------------- |
| 33.     | 24 stycznia | 2015 | Kreischberg   | Big Air     | Roope Tonteri    |
| 28.     | 11 marca    | 2017 | Sierra Nevada | Slopestyle  | Seppe Smits      |
| 16.     | 17 marca    | 2017 | Sierra Nevada | Big air     | Ståle Sandbech   |
| 13.     | 9 lutego    | 2019 | Park City     | Slopestyle  | Chris Corning    |
| 43.     | 12 marca    | 2021 | Aspen         | Slopestyle  | Marcus Kleveland |
| 17.     | 16 marca    | 2021 | Aspen         | Big air     | Mark McMorris    |

### Puchar Świata

#### Miejsca w klasyfikacji generalnej
- sezon 2016/2017: 44.
- sezon 2017/2018: 21.
- sezon 2018/2019: 25.
- sezon 2019/2020: 30.
- sezon 2020/2021: 31.

#### Miejsca na podium w zawodach
1. Pekin – 24 listopada 2018 (big air) – 3. miejsce
2. Steamboat Springs – 4 grudnia 2021 (big air) – 2. miejsce